# Matías Chiacchio
Matías Alejandro Chiacchio (* 13. Mai 1988 in Necochea) ist ein ehemaliger argentinischer Fußballspieler.

## Karriere
Er spielte als erster Mittelstürmer und begann seine Karriere in Spanien bei Atlético Madrid und Rayo Majadahonda. 2004 zog er nach Italien, um für die Jugendmannschaft von Lecco zu spielen. 2005 spielte er für die erste Mannschaft in der italienischen Serie C. In der folgenden Saison wurde er von Jean-Marc Chanelet bemerkt, der ihn mitnahm, um bei Olympique Lyon im CFA zu spielen. 2008 kehrt er zurück, um bis 2010 in Spanien zu spielen.